# Carex assiniboinensis
Carex assiniboinensis är en halvgräsart som beskrevs av William Boott. Carex assiniboinensis ingår i släktet starrar, och familjen halvgräs. Inga underarter finns listade i Catalogue of Life.